# Mănăstirea Parincea
Mănăstirea Parincea este o mănăstire ortodoxă din România situată în satul Satu Nou, județul Bacău.